# 森山村 (新潟県)
森山村（もりやまむら）は、かつて新潟県刈羽郡にあった村。

## 沿革
- 1900年（明治33年）2月23日 - 刈羽郡森光村、小栗山村が合併し、森山村が発足。
- 1901年（明治34年）11月1日 - 刈羽郡増田村、結城野村、法末村と合併し、上小国村となり消滅。